# Escazú (distrito)
Escazú es el primer distrito y cabecera del cantón de Escazú, en la provincia de San José, Costa Rica, fundada en el año de 1848. 
Al ser la sede del gobierno local del cantón, la Municipalidad de Escazú, su área urbana posee el rango de ciudad de acuerdo a la División Territorial Administrativa.

## Toponimia
La palabra Escazú proviene de la voz indígena "itzkazú", que significa lugar de descanso, la cual evolucionó para dar origen a la palabra “Escazú”. Fue en 1940 que se oficializó el nombre de Escazú.
De acuerdo a la División Territorial Administrativa, así como al concejo de distrito del mismo, el nombre del distrito corresponde a Escazú, popularmente pero de forma errónea se le atribuye el nombre de San Miguel, el cual corresponde a la parroquia católica del distrito.

## Historia
En 1793, se erigió la parroquia de Escazú. El actual templo se construyó en el terreno que donó para tal fin don Julián Alfaro, dedicado a San Miguel. En la actualidad, la parroquia pertenece a la Arquidiócesis de San José. En la administración del primer jefe de Estado de Costa Rica, Juan Mora Fernández, el 11 de noviembre de 1824, se le otorgó el título de villa a la población de Escazú. El 30 de julio de 1820 se construyó el primer ayuntamiento.
Se llevó a cabo la primera sesión del Concejo de Escazú, integrado por los regidores propietarios: Florencio Marín como primer regidor, Jacinto Elizondo como segundo regidor, y Antonio Solís en calidad de síndico. El secretario municipal fue Anselmo de Rojas, mientras que el jefe político del cantón era Vicente Rojas.
En 1864 se estableció una escuela de primeras letras con el nombre de Escuela de Escazú. El Liceo de Escazú inicio sus actividades docentes en marzo de 1970. El 28 de mayo de 1920, en el gobierno de Francisco Aguilar Barquero, se le confirió a la villa de Escazú la categoría de ciudad. Para ese año el distrito central contaba con 1 500 habitantes distribuidos en 100 cuadrantes.
En 1848, se inicia en Costa Rica la división político-administrativa de todo el territorio nacional mediante el Régimen Cantonal, y se declara bajo el decreto n.º 167 del 7 de diciembre, a la Villa de Escazú como Cantón, el cual para esa época abarcaba las poblaciones de Santa Ana, Mora y Puriscal. La primera población en separarse fue Puriscal el 7 de agosto de 1868, seguida de Mora el 25 de mayo de 1883, y por último Santa Ana el 29 de agosto de 1907.

## Ubicación
Se ubica en el centro del cantón y limita al norte con el distrito de San Rafael, al oeste con el cantón de Santa Ana y al sur con el distrito de San Antonio.

## Geografía
Escazú cuenta con un área de 4,53 km² y una altitud media de 1101 m s. n. m.

## Demografía
Para el año 2022, Escazú cuenta con una población estimada de 12 590 habitantes, y para el último censo efectuado, en 2011, Escazú contaba con una población de 11 984 habitantes.
La población de Escazú ha presentado un crecimiento constante a través del siglo XX, más en la primera década del siglo XXI se presenta la primera muestra de decrecimiento poblacional. Debe tomarse en cuenta un ligero ordenamiento territorial presentado antes del censo del año 2000 (donde el área total pasó de 3.78 km² a 4.38 km²), por lo que las cifras de densidad de población para estos dos últimos censos no son comparativas con las de censos anteriores, fenómeno que también se presenta en los otros dos distritos del cantón de Escazú.
Según el censo nacional de 2011, Escazú posee más de 3882 viviendas, aproximadamente. Además, según el mismo censo, un 19.9% de su población es nacida en el extranjero, principalmente en Nicaragua, Estados Unidos y Colombia, aunque la población inmigrante proveniente de Venezuela ha crecido exponencialmente en la última década.

## Concejo de distrito
El concejo de distrito de Escazú vigila la actividad municipal y colabora con los respectivos distritos de su cantón. También está llamado a canalizar las necesidades y los intereses del distrito, por medio de la presentación de proyectos específicos ante el Concejo municipal. El presidente del concejo del distrito es el síndico propietario del partido Liberación Nacional, Sergio Rafael Fajardo Morales.
El concejo del distrito se integra por:
| #                       | Partido                              | Nombre                            |
| Síndico propietario     | Síndico propietario                  | Síndico propietario               |
| ----------------------- | ------------------------------------ | --------------------------------- |
| 1                       | Partido Liberación Nacional          | Sergio Rafael Fajardo Morales     |
| Síndico suplente        |                                      |                                   |
| 2                       | Partido Liberación Nacional          | Mery Cristina Alvarado Zeledón    |
| Concejales propietarios |                                      |                                   |
| 3                       | Partido Yunta Progresista Escazuceña | Sigrid Mariela Camacho Bustamante |
| 4                       | Partido Yunta Progresista Escazuceña | Ronny Muñoz Ulloa                 |
| 5                       | Partido Yunta Progresista Escazuceña | Bryan Jesús González Roldán       |
| 6                       | Partido Liberación Nacional          | Guillermo Fernández Meléndez      |
| Concejales suplentes    |                                      |                                   |
| 7                       | Partido Yunta Progresista Escazuceña | Rudy Bernal Sandí Marín           |
| 8                       | Partido Yunta Progresista Escazuceña | Mayleen Rocío Ampié Salas         |
| 9                       | Partido Yunta Progresista Escazuceña | Edwin Javier Soto Castillo        |
| 10                      | Partido Liberación Nacional          | María José Herrera Corrales       |

## Organización territorial
El distrito de Escazú se conforma por las siguientes comunidades o barrios:
- Bello Horizonte (parte)
- Carrizal
- Centro
- El Poró
- La Rosa Linda
- Los Salitrillos
- El Curio

## Cultura

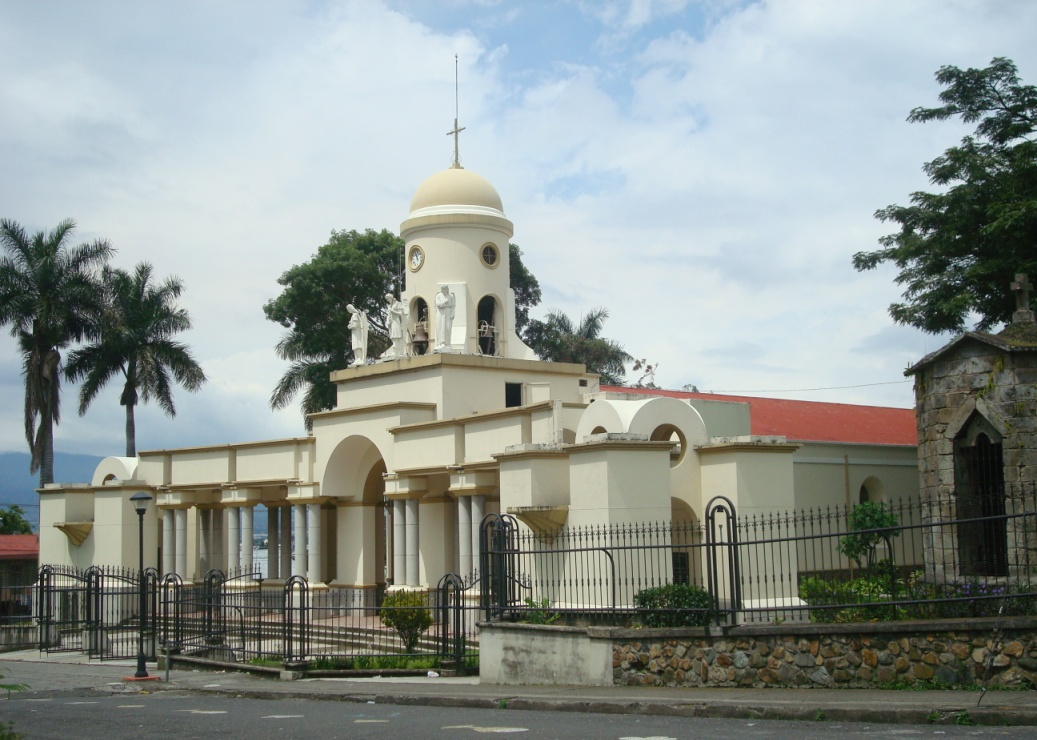
Iglesia San Miguel Arcángel

### Educación

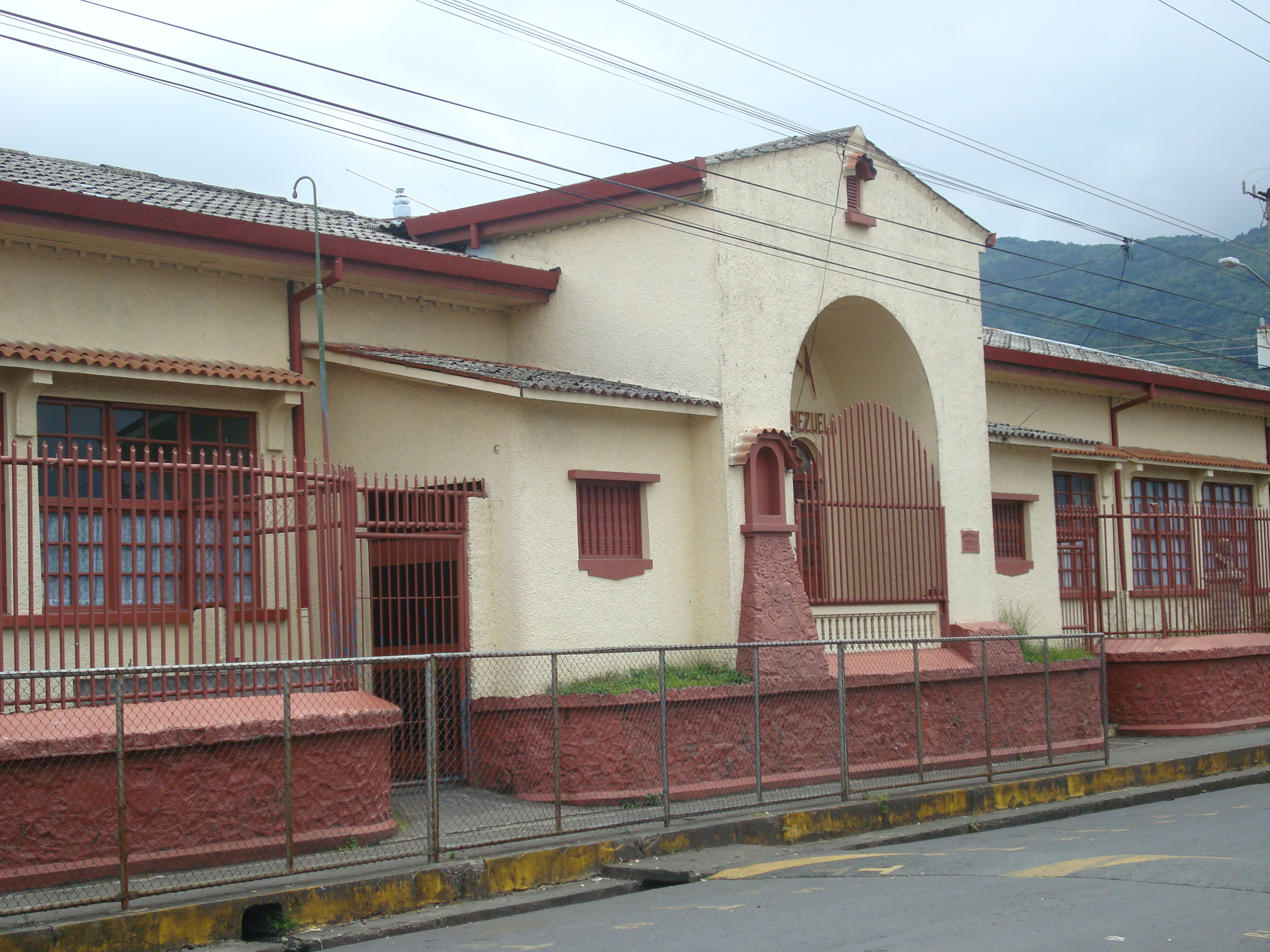
Escuela República de Venezuela

Ubicadas propiamente en el distrito de Escazú se encuentran los siguientes centros educativos:
- Escuela República de Venezuela
- Escuela Benjamín Herrera Angulo
- Escuela Campestre Diurna
- Colegio Nuestra Señora del Pilar
- Liceo de Escazú

### Salud

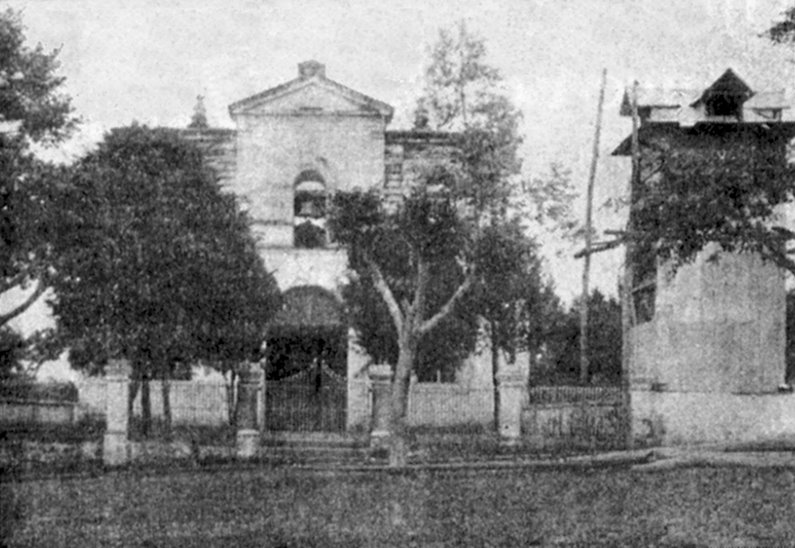
Iglesia San Miguel Arcángel en 1900.

El distrito de Escazú cuenta con un servicio de EBAIS y la sede cantonal de la Cruz Roja.

### Sitios de interés
- Parque Central de Escazú
- Municipalidad de Escazú
- Iglesia San Miguel Arcángel
- Hulera Costarricense

## Transporte

### Carreteras
Al distrito lo atraviesan las siguientes rutas nacionales de carretera:
- Ruta nacional 105
- Ruta nacional 177
- Ruta nacional 167